# María Mónica Merenciano
María Mónica Merenciano Herrero, est née le 1er août 1984 à Llíria, est une judokate handisport (non-voyante) espagnole.

## Palmarès international en judo
| Jeux paralympiques | Jeux paralympiques | Jeux paralympiques |
| Année              | Médaille           | Catégorie          |
| ------------------ | ------------------ | ------------------ |
| 2004               | bronze             | –63 kg             |
| 2008               | bronze             | –57 kg             |
| 2012               | bronze             | –57 kg             |
| 2016               | 5ème               | –57 kg             |

María Mónica a aussi participé aux Championnats du monde IBSA à Colorado Springs (États-Unis) en 2014 (classée 5ème) et aux Championnats d'Europe IBSA à Odivelas (Portugal) en 2015 (classée 7ème).